# Clase baja
La clase baja es la clase socioeconómica con un nivel de dinero muy restringido, pues solo tienen acceso a cosas muy importantes como es la salud, alimentación, educación y acceso a un hogar, y por lo general suelen estar estancados en el concepto pasivo, por lo que frecuentemente su estilo de vida está caracterizado por carencias y limitaciones respecto al acceso secundario a muchos bienes económicos y a una educación superior. Por lo general muchos de ellos no han terminado el instituto o nunca han estado en una universidad por tener una economía escasa; les cuesta ahorrar al momento de su jubilación, y dependen mucho del sistema de pensión de la seguridad social.
Algunos de los integrantes de esta clase social pueden llegar a ser vulnerables a problemas sociales como el consumo de drogas, pandillas, violencia intrafamiliar y embarazos adolescentes, además la posibilidad de participar en actos criminales como hurtos, violaciones y microtráfico de drogas. El término es erróneamente confundido al de la pobreza (aquellos que no pueden tener dinero ni para mantenerse en recursos básicos como es la salud o alimentación y por tener un tipo de trabajo en lo que en "las calles" se refiere).  
La clase baja se le puede asimilar a la clase obrera (clase trabajadora), pues por lo general, ambos tienen el mismo tipo de labor "no profesional" como en manos de obra o trabajos del hogar como albañiles, plomeros, jardineros, carpinteros, pintores, mecánicos y limpiadores.
El término en la comunidad de clase baja actual, suele ser muchas veces asimilado al proletariado (aquellos que solo poseen el recurso de tener hijos y vender su fuerza de trabajo en el mercado laboral), ya que por lo general lo que lo iguala a la clase baja son por los trabajadores no cualificados, personal del sector servicios o trabajadores de fábrica mal pagados.

## Terminología asimilable a clase baja
La clase baja puede ser asimilable a diversos conceptos, dependiendo del contexto:

### Lumpenproletariado
El lumpenproletariado o subproletariado, es el término con el que se designa a la población situada socialmente por debajo o al margen del proletariado y constituye el último estrato social y al que se considera que carece de conciencia de clase.

### Proletariado
El proletariado es el término utilizado para designar a los trabajadores de clase obrera que carecen de propiedades y medios de producción por lo que, para subsistir, se ve obligada a arrendar su fuerza de trabajo a la burguesía, propietaria de los medios de producción en general por salarios bajos o escasos. Un proletario es el miembro de la clase obrera o proletariado.
En oposición a la burguesía, el proletariado es la clase social baja de la Edad Contemporánea que, en el modo de producción capitalista, carece de medios de producción y solamente posee su fuerza de trabajo. La burguesía es la propietaria de los medios de producción y constituiría la clase social alta.

### Clase trabajadora
La clase trabajadora incluye aquellos que tienen escasos recursos y pueden considerarse clase baja y aquellos que siendo trabajadores por cuenta ajena que perciben salarios más altos que les permiten cierta calidad de vida y, en ocasiones, una emulación de los estándares de las clases altas. Estos últimos a veces se incluyen erróneamente en la clase media por su nivel salarial si bien son clase trabajadora por su dependencia contractual. La clase trabajadora incluye asimismo la clase obrera tradicional industrial -trabajadores en general manuales e industriales- , a los trabajadores dependientes del sector primario así como a los de servicios o sector terciario. 
Desde una perspectiva marxista, la clase trabajadora designa al conjunto de trabajadores que, desde la revolución industrial, aportan básicamente el factor trabajo en la producción y a cambio reciben un salario o contraprestación económica, sin ser propietarios individuales de los medios de producción. El término se contrapone así a clase capitalista o sector social que acapara el capital, así como al artesanato, sector en donde por lo general los trabajadores son propietarios de los útiles de producción.

## Clases sociales
La clase social es una forma de estratificación social en la cual un grupo de individuos comparten una característica común que los vincula social o económicamente, sea por su función productiva o "social", poder adquisitivo o "económico" o por la posición dentro de la burocracia en una organización destinada a tales fines. Estos vínculos pueden generar o ser generados por intereses u objetivos que se consideren comunes y que refuercen la solidaridad interpersonal. La formación de un sistema de clases depende del hecho de que sus funciones sociales sean, independientemente de la existencia de una vinculación orgánica, mutuamente dependientes a un marco social mayor.
La sociedad de clases constituye una división jerárquica basada principalmente en las diferencias de ingresos, riquezas y acceso a los recursos materiales. Aunque las clases no son grupos cerrados y un individuo puede llegar a moverse de una clase a otra. Este sistema está muy relacionado con el sistema productivo y es el típico sistema de estratificación de las sociedades de Europa en los siglos XVII y XIX, hoy extendido a casi todo el orbe, así como en gran medida de las sociedades mercantiles de la Antigüedad.